# Zgubea, Vâlcea
Zgubea este un sat în comuna Roșiile din județul Vâlcea, Oltenia, România.